# مارهای براق هندی
مارهای براق هندی (نام علمی: Bungarus) نام یک سرده از تیره کفچه‌ماران است.